# Lijst van voetbalclubs - F
Dit is een lijst van voetbalclubs met als beginletter een F.
- Faetano
- Falkirk
- FC Famalicão
- Farense
- Fenerbahçe
- Ferencváros
- KF Feronikeli
- Feyenoord
- Figueres
- Fiorentina
- FC Fiorentino
- First Vienna
- Fjallabyggðar
- Fjarðabyggð
- Flora Tallinn
- FC Florești
- Floriana FC
- Floridsdorfer AC
- Foggia
- Fola Esch
- Folgore/Falciano
- Forfar Athletic
- Forge FC
- Fortuna Babelsberg
- Fortuna Berlin
- Fortuna Chemnitz
- Fortuna Düsseldorf
- Fortuna Leipzig
- Fortuna Magdeburg
- Fortuna Mückenberg
- Fortuna Köln
- Fortuna Sittard
- Foxdale AFC
- FSV Frankfurt
- FC Fredericia
- Freiburg
- FC Fribourg
- ÍF Fuglafjørður
- Fulham
- Fylkir Reykjavík

A · B · C · D · E · F · G · H · I · J · K · L · M · N · O · P · Q · R · S · T · U · V · W · X · Y · Z